# Neuapostolische Kirche Heilbronn

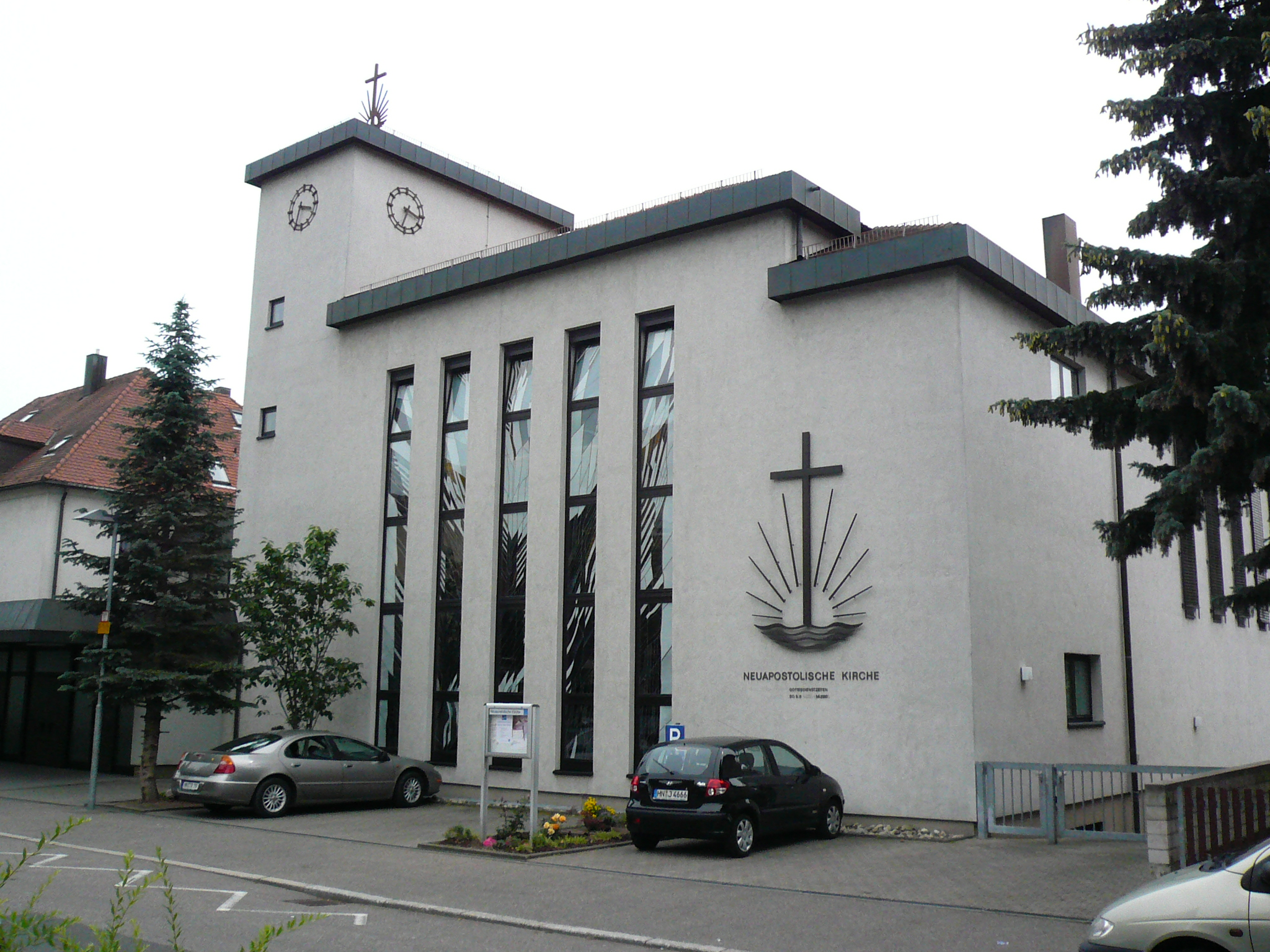
Neuapostolische Kirche Heilbronn

Die Neuapostolische Kirche in der Pfühlstraße 6 in Heilbronn ist ein historisches Kirchengebäude, das 1932 errichtet, im Zweiten Weltkrieg 1944 zerstört und anschließend wiederaufgebaut wurde. Ihre heutige Gestalt erhielt die Kirche durch einen umfangreichen Umbau 1983/85. Die Kirchengemeinde umfasste anfangs Heilbronn und das weitere Umland, durch die Gründung von Tochtergemeinden beschränkt sie sich heute nur noch auf Teile des Stadtgebiets.

## Geschichte
Eine neuapostolische Gemeinde bildete sich in Heilbronn im Sommer 1901 durch den Zuzug von zwei dieser Glaubensrichtung angehörenden jungen Männern aus Stuttgart, Otto Metzger und Max Csechtinsky, die in der Dammstraße 46 erste Evangelisationsabende durchführten. Am 8. Dezember 1901 wurde erstmals ein neuapostolischer Abendmahlsgottesdienst in Heilbronn gefeiert. Die Gemeinde erfuhr rasch Zulauf und bezog 1902 einen größeren Raum im Untergeschoss des Gebäudes Mönchseestraße 2 und 1903 den Nebenraum der Wirtschaft zum Gutenberg an der Ecke Ost-/Wollhausstraße. Noch im selben Jahr wechselte die Gemeinde dann in Stähles Säle in der Sülmerstraße 15. Im Herbst 1903 wurde Otto Metzger zum Priester geweiht und zum Gemeindevorsteher. Wenig später bezog die Gemeinde einen Raum in der Karmeliterstraße 34a, im so genannten Nehr'schen Anwesen, das die Gemeinde bald komplett erwarb und mehrfach umbaute. Eine erste Kirche erbaute sich die Gemeinde in der Pfühlstraße 8. Diese Kirche bot 500 Gemeindemitgliedern Platz und wurde am 14. Mai 1922 geweiht.
Durch das weitere Anwachsen der Gemeinde wurde die erste Kirche binnen weniger Jahre zu klein für die Gemeinde, so dass man sich für einen Neubau auf dem Nachbargrundstück Pfühlstraße 6 entschloss. Der Neubau entsprach der klaren Formensprache der damaligen Zeit und erregte großes Aufsehen in der Öffentlichkeit und in Fachkreisen. Die Kirche bot 1200 Gläubigen Platz und wurde am 6. März 1932 geweiht. Die Zeit des Nationalsozialismus brachte dann einige Beschränkungen für die aufstrebende Gemeinde, da in jener Zeit die Missionsarbeit verboten war. Beim Luftangriff auf Heilbronn am 4. Dezember 1944 wurde die Kirche wie die gesamte Heilbronner Innenstadt zerstört. Viele Gläubige kamen beim Luftangriff oder bei Kriegseinsätzen ums Leben oder sind aus der kriegszerstörten Stadt geflohen, so dass bei Kriegsende nur noch eine kleine Zahl Gemeindemitglieder übrig war.
Die verbliebenen Gemeindemitglieder versammelten sich nach Kriegsende zunächst in einem Zimmer in der Sontheimer Straße 5, danach richtete man den Vorraum der zerstörten Kirche als provisorischen Gottesdienstraum wieder her und baute bis 1949 die ganze Kirche ungefähr ihrer alten Kubatur folgend wieder auf. Am 30. April 1949 wurde die Kirche erneut geweiht. Zu Beginn der 1950er Jahre zählte die Gemeinde wieder weit über 1000 Mitglieder.
1965 wurde die Kirche umfassend saniert, wobei vor allem die durch die Mangelwirtschaft der Nachkriegsjahre bedingten Bauschäden behoben wurden und der Haupteingang auf die Straßenseite verlegt wurde.
In den Jahren von 1983 bis 1985 schloss sich ein großer Umbau der Kirche an, bei dem man den Hof zugunsten eines großen Foyers und einiger Nutzräume überbaute, die Empore vergrößerte und die charakteristische Fensterfront zur Straßenseite schuf. Der Umbau war am 19. Mai 1985 abgeschlossen.

## Mutterkirche für Tochtergemeinden

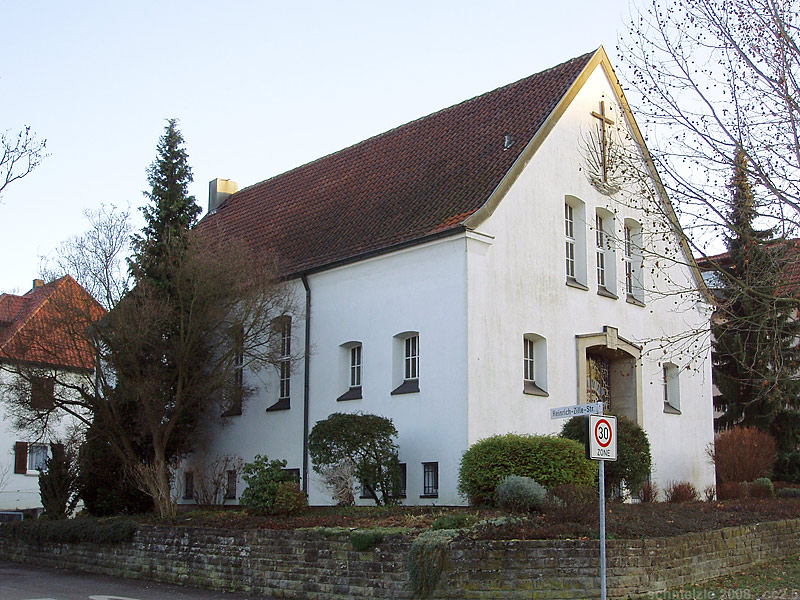
Die (heute säkularisierte) neuapostolische Kirche in Heilbronn-Neckargartach

Die Neuapostolische Kirche in der Pfühlstraße diente zunächst als Kirche für neuapostolische Christen aus der näheren und ferneren Umgebung. Um die Wege für die Gläubigen zu den Gottesdiensten zu verkürzen, wurden im Lauf der Zeit eigene Gemeinden im Umland (Öhringen, Schwäbisch Hall, Crailsheim) gegründet.
Da die Gemeindegröße innerhalb der Stadt Heilbronn über lange Zeit stetig anstieg, kam es auch innerhalb der Stadt zur Gründung von weiteren Gemeinden:
- Heilbronn-Böckingen: selbstständige Gemeinde ab 1923, erster Kirchenbau ab 1949 in der Keilstraße, Neubau eines Kirchengebäudes 1964/66 in der Kastellstraße 49.
- Heilbronn-Neckargartach: selbstständige Gemeinde ab 1923, eigenes Kirchengebäude ab 1951 in der Römerstraße 73 (heute säkularisiert und zum Wohnhaus umgebaut).
- Heilbronn-Horkheim: selbstständige Gemeinde ab 1929, eigenes Kirchengebäude seit 1952 in der Talheimer Straße.
- Heilbronn-Frankenbach: selbstständige Gemeinde ab 1937, eigenes Kirchengebäude seit 1963 in der Aachener Straße.
- Heilbronn-Klingenberg: selbstständige Gemeinde 1948 bis 2004, danach mit Nordheim zusammengeführt. Das Kirchengebäude in der Heilbronner Straße 36 (später Theodor-Heuss-Str.) wurde von 1959 bis 2004 genutzt und dann entwidmet (mittlerweile zum Wohnhaus umgebaut).[1]
- Heilbronn-Süd: selbstständige Gemeinde von 1952 bis 2010, danach mit Horkheim zusammengeführt. Das Kirchengebäude im Wielandweg 11 wurde von 1960 bis 2010 genutzt und dann entwidmet.[2]
- Heilbronn-Biberach: Zusammenschluss der dortigen Gläubigen mit der bisherigen Gemeinde Bad Rappenau-Bonfeld im Jahr 1982 und Umbenennung der Gemeinde in Heilbronn-Biberach, ab 1981 zeitweise Nutzung des ehemaligen Sportheims in Biberach als Kirche (heute wieder säkularisiert und als Clublokal der Hells Angels genutzt).